# Szymanowice (Legnica)
Pour les articles homonymes, voir Szymanowice.
Szymanowice est une localité polonaise de la gmina de Krotoszyce, située dans le powiat de Legnica en voïvodie de Basse-Silésie.